# Wohlfahrtsmarke
Wohlfahrtsmarken sind eine spezielle Art von Zuschlagmarken, die seit dem Jahre 1949 in Deutschland erscheinen. Neben dem reinen Portobetrag wird ein Zuschlag erhoben, der für wohltätige Zwecke weitergegeben wird.
Gegenwärtig erscheinen bei der Deutschen Post jährlich zwei verschiedene Briefmarkenserien dieser Art. Die Erlöse kommen den sechs Verbänden der allgemeinen Wohlfahrtspflege („Für die Wohlfahrt“ und Weihnachtsmarken) zugute. Seit 1949 wurden insgesamt fast vier Milliarden Stück verkauft.

## Geschichte der Wohlfahrtsmarken

### Die Idee und Einführung der Wohlfahrtsmarken
Die Initiative zur Wiedereinführung der Wohlfahrtsmarken in Deutschland hatte Kuno Joerger. Der damalige Generalsekretär des Deutschen Caritasverbandes war Philatelist und wollte die Wohltätigkeitsmarken des Deutschen Reiches wiederbeleben. Vor allem die ersten deutschen Wohltätigkeitsmarken vom 1. Mai 1919 inspirierten ihn dazu. Dabei handelte es sich um zwei Briefmarken des Kaiserreichs mit dem Bildnis Germanias. Diese Briefmarken wurden nun kurz nach Kriegsende mit dem Aufdruck »5 Pf für Kriegsbeschädigte« versehen für 5 Pfennig mehr als der Nennwert verkauft. Des Weiteren lehnte er seine Idee an die Deutschen Nothilfe- und Winterhilfsbriefmarken an, die von 1924 bis 1940 jährlich erschienen. Die Wohlfahrtsmarken sollten nach deren Vorbild ebenfalls jährlich erscheinen.
Zunächst kam es jedoch nur zur Ausgabe von Wohltätigkeitsausgaben in Form von regionalen Ausgaben in der sowjetischen Besatzungszone sowie zonenweit in den Jahren 1948 und 1949 auch in der französischen Besatzungszone Deutschlands. Dabei handelte es sich noch um einmalige Hilfsaktionen ähnlich den Kriegsgeschädigtenmarken von 1919, auch waren die Erlösempfänger durchaus verschiedene Stellen. Kuno Joerger versuchte weiterhin, diese Idee auf ganz Deutschland auszuweiten, und hatte schließlich Erfolg. Die Deutsche Post stimmte der Ausgabe eigener Wohlfahrtsmarken am 14. Dezember 1949 zu. Unter dem Aufruf „Helft und schenkt Freude, kauft Wohlfahrtsbriefmarken“ erschienen die vier Sondermarken schließlich an den Schaltern. Als Thema für die Ausgabe wurde „Helfer der Menschheit“ gewählt. Dabei handelte es sich um Elisabeth von Thüringen, Paracelsus von Hohenheim, Friedrich Fröbel und Johann Hinrich Wichern.

### Anfangsschwierigkeiten und die nachfolgenden Wohlfahrtsserien
Die hochwertig gestalteten Helfer der Menschheit vom Dezember 1949 brachten nicht den gewünschten Erfolg, da die Verkaufserwartungen deutlich verfehlt wurden. Dies führte zu einer Verlängerung der Verkaufsfrist über den geplanten Zeitpunkt hinaus und zum Ausfall einer eigenen Ausgabe im Jahr 1950. 1951 wagte man jedoch wieder einen weiteren Versuch und begann mit der Herstellung der zweiten Serie „Helfer der Menschheit“, die am 23. Oktober 1951 erschien.
In den folgenden Jahren blieb man dem Thema treu und verausgabte bis 1955 fünf weitere Serien mit Porträts besonderer „Helfer der Menschheit“ zu vier Werten. Ab 1956 bis 1959 wurde die Serie „Helfer der Menschheit“ themenbezogen und zeigte Berufe aus den Bereichen Medizin, Kohlebergbau und Landwirtschaft mit jeweils einem besonderen Vertreter dieser Sparte. Nahtlos wurde die Serie der Wohlfahrtsmarken ab 1959 mit Motiven der Märchen der Brüder Grimm versehen, in der ersten Serie nochmal mit einem Porträt, hier sind die Brüder Grimm abgebildet mit dem Zusatz „Helfer der Menschheit“.
Die Verkaufszahlen konnten dank zahlreicher Verbesserungen ständig gesteigert werden. So konnte der Kunde beispielsweise bald nicht nur mehr die Wohlfahrtsmarken von der Post, sondern auch direkt bei den unterstützten Einrichtungen kaufen. Des Weiteren versuchte man kräftig durch Werbung auf diese Briefmarkenserie aufmerksam zu machen. Im Jahre 1956 übernahm sogar der damalige Bundespräsident Theodor Heuss, der sich sehr für diese Ausgaben engagierte, die Schirmherrschaft. Seitdem folgten alle weiteren Bundespräsidenten in dieser Sache Theodor Heuss nach. Kurz vor der Ausgabe werden die Briefmarken deswegen traditionsgemäß, meist vom Bundesfinanzminister, im Schloss Bellevue an den amtierenden Bundespräsidenten übergeben. Seit 1964 erschienen die Wohlfahrtsbriefmarken leicht verändert auch in Berlin, das auf Grund der alliierten Vorbehalte eigene Briefmarkenausgaben hatte.
Eine starke Verbreitung erfuhren die Wohlfahrtsmarken durch die Fernsehsendung Vergißmeinnicht und dem zugehörigen Gewinnspiel ab 1964, für das jeweils (zusätzlich zur Frankatur) ein ganzer Satz Wohlfahrtsmarken auf Postkarten geklebt werden musste.
Ein wesentliches Element unterscheidet sämtliche Ausgaben von Beginn an von allen anderen Sonderbriefmarken: Während Sonderbriefmarken regelmäßig verkauft werden, bis die gesamte Auflage verkauft ist, gibt es für die Wohlfahrtsmarken einen genau und im Vorfeld festgelegten Verkaufszeitraum. Nicht verkaufte Exemplare werden nach Ablauf der Verkaufsfrist regelmäßig vernichtet.

### Die Wohlfahrtsmarken heute
Heutzutage erscheinen jährlich zwei verschiedene Wohlfahrtsserien. Zu der gewöhnlichen Wohlfahrtsserie erscheinen seit 1969 zusätzlich eine und später auch zwei Weihnachtsmarken. Die heutigen Auflagezahlen betragen in etwa 3 Millionen Stück pro Marke, die Spitzenwerte lagen schon bei mehr als 20 Millionen Stück für einzelne Marken. Allerdings geben die Auflagenzahlen den Absatz der Marken nicht korrekt wieder, da die Einrichtungen, welche Empfänger des Zuschlages sind, die Marken zum reinen Frankaturwert (also ohne den Zuschlag) beziehen und die Marken selber verkaufen, vor allem aber ihre eigenen Postsendungen auch mit diesen Marken frankieren können.

Die erste Nachkriegsserie von 1949, Helfer der Menschheit
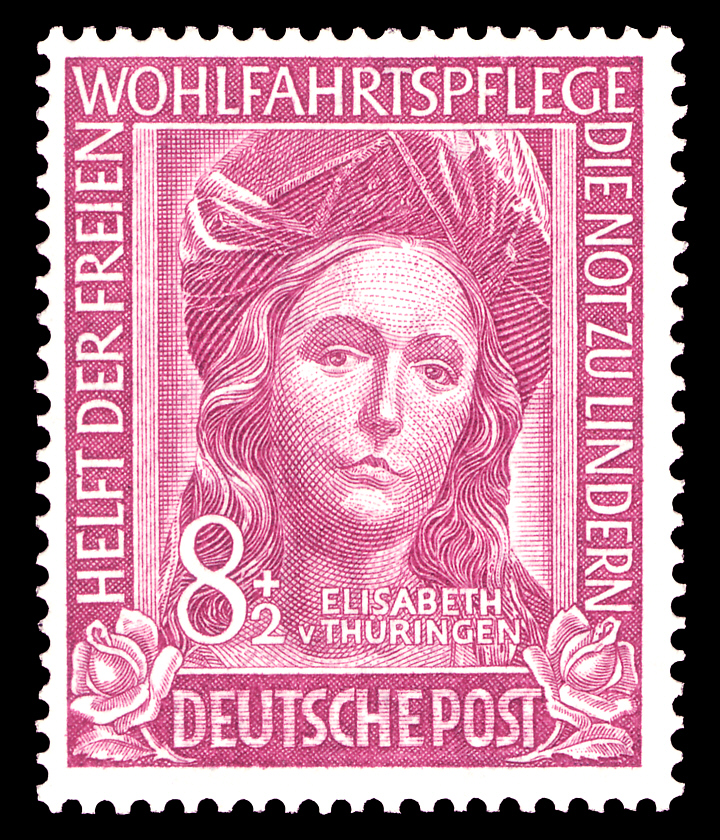
Elisabeth von Thüringen
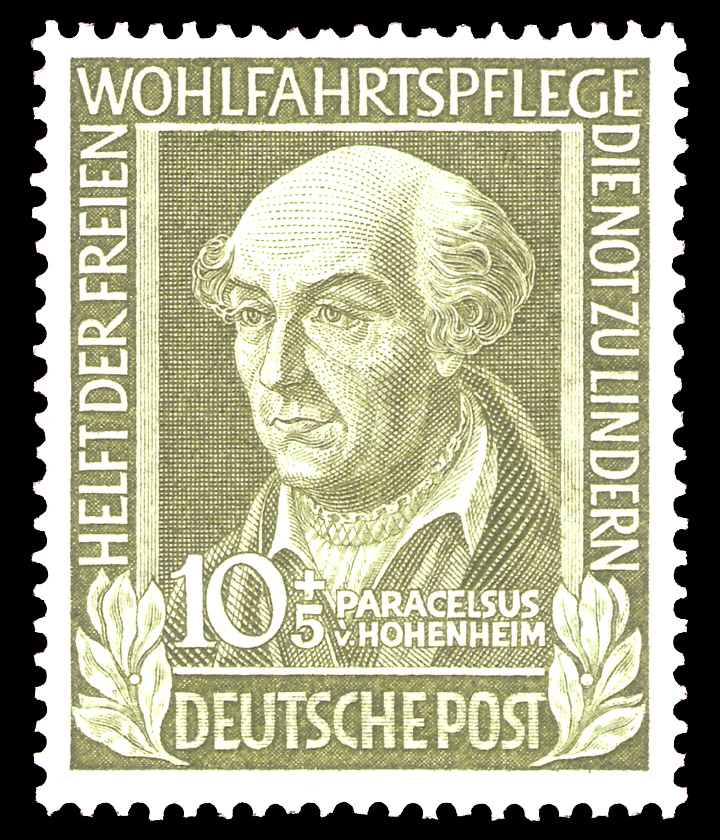
Paracelsus
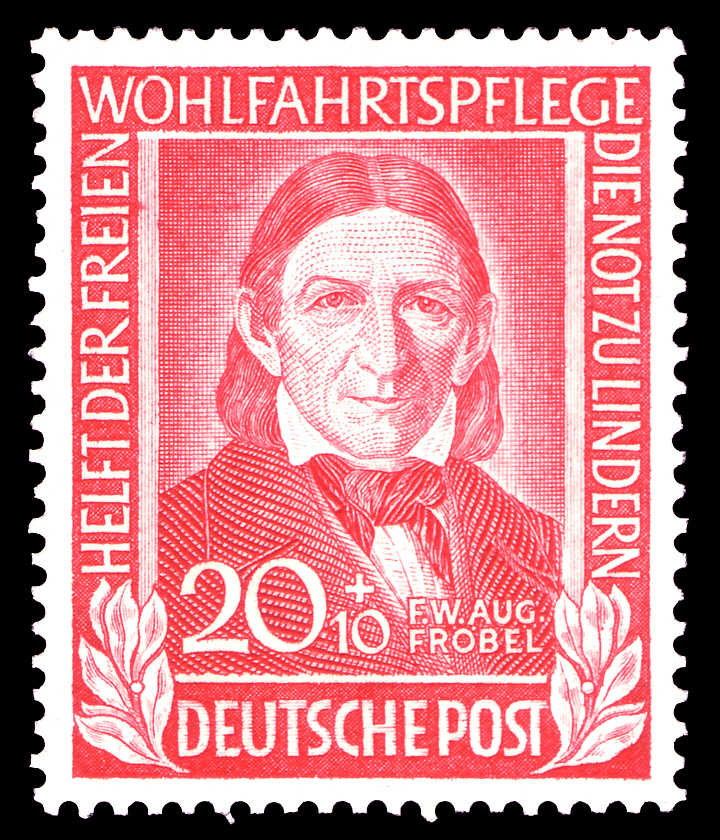
Friedrich Fröbel
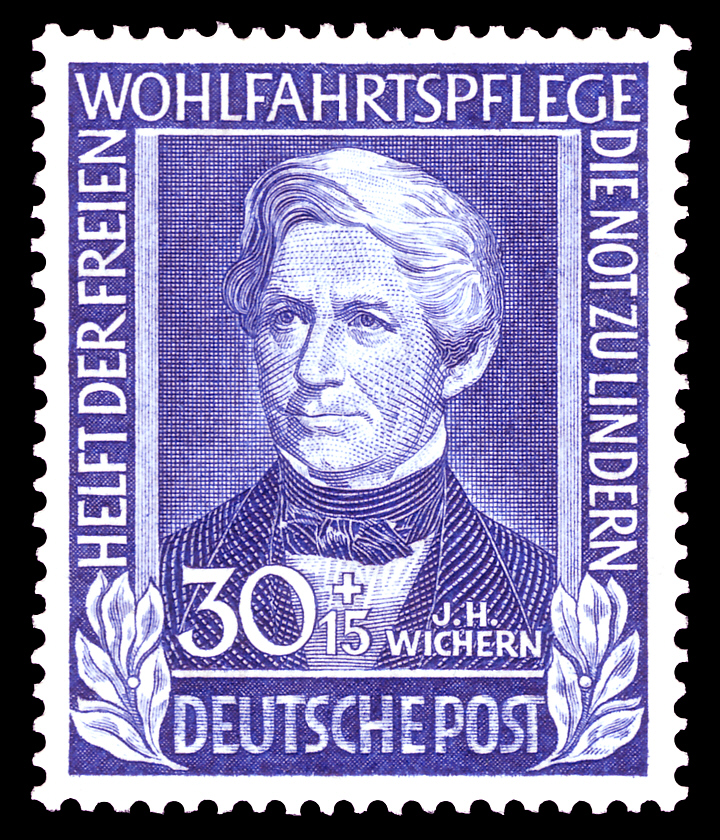
Johann Hinrich Wichern

## Auflistung der Wohlfahrtsmarken

### Deutsche Bundespost
Die Abbildungen der Marken und nähere Angabe zu den einzelnen Ausgaben sind über den Link zum jeweiligen Ausgabejahr zugänglich.
| Ausgabejahr | Wohlfahrtsmarke                                         | Weihnachtsmarke (ab 1969)                                                        |
| ----------- | ------------------------------------------------------- | -------------------------------------------------------------------------------- |
| 1949        | Helfer der Menschheit I                                 | –                                                                                |
| 1951        | Helfer der Menschheit II                                | –                                                                                |
| 1952        | Helfer der Menschheit III                               | –                                                                                |
| 1953        | Helfer der Menschheit IV                                | –                                                                                |
| 1954        | Helfer der Menschheit V                                 | –                                                                                |
| 1955        | Helfer der Menschheit VI                                | –                                                                                |
| 1956        | Helfer der Menschheit VII (Medizinische Berufe)         | –                                                                                |
| 1957        | Helfer der Menschheit VIII (Berufe im Kohlebergbau)     | –                                                                                |
| 1958        | Helfer der Menschheit IX (Berufe in der Landwirtschaft) | –                                                                                |
| 1959        | Märchen I (Sterntaler)                                  | –                                                                                |
| 1960        | Märchen II (Rotkäppchen)                                | –                                                                                |
| 1961        | Märchen III (Hänsel und Gretel)                         | –                                                                                |
| 1962        | Märchen IV (Schneewittchen)                             | –                                                                                |
| 1963        | Märchen V (Sieben Geißlein)                             | –                                                                                |
| 1964        | Märchen VI (Dornröschen)                                | –                                                                                |
| 1965        | Märchen VII (Aschenputtel)                              | –                                                                                |
| 1966        | Märchen VIII (Froschkönig)                              | –                                                                                |
| 1967        | Märchen IX (Frau Holle)                                 | –                                                                                |
| 1968        | Altes Spielzeug I (Puppen)                              | –                                                                                |
| 1969        | Altes Spielzeug II (Zinnfiguren)                        | Zinnfigur (um 1850): Christi Geburt                                              |
| 1970        | Altes Spielzeug III (Puppentheater)                     | Engel: Krippenfigur aus dem Ursulinenkloster Innsbruck (18. Jh.)                 |
| 1971        | Altes Spielzeug IV (Holzspielzeug)                      | Holzgedrechselter Weihnachtsengel                                                |
| 1972        | Altes Spielzeug V (Schachfiguren)                       | Die Heiligen Drei Könige                                                         |
| 1973        | Musikinstrumente                                        | Weihnachtsstern aus Papier                                                       |
| 1974        | Blumen                                                  | Weihnachtsstern: Poinsettie (Euphorbia pulcherrima)                              |
| 1975        | Alpenblumen                                             | Bund: Schneerose (Helleborus niger) Berlin: Schneeheide                          |
| 1976        | Gartenblumen                                            | Blockausgabe: Marienfenster der Frauenkirche in Esslingen am Neckar (Ausschnitt) |
| 1977        | Wiesenblumen                                            | Blockausgabe: Glasfenster (Ausschnitt) aus St. Gereon in Köln                    |
| 1978        | Waldblumen                                              | Blockausgabe: Das Christkind aus einem Fenster der Frauenkirche in München       |
| 1979        | Früchte des Waldes                                      | Schmuckinitiale einer Handschrift der ehemaligen Zisterzienserabtei Altenberg    |
| 1980        | Ackerwildkräuter                                        | Buchmalerei aus einer Handschrift aus Altomünster (12. Jh.)                      |
| 1981        | Moor-, Sumpfwiesen- und Wasserpflanzen                  | Hinterglasmalerei aus Sandl (Oberösterreich)                                     |
| 1982        | Gartenrosen                                             | Holztafel von Bertram von Minden                                                 |
| 1983        | Gefährdete Alpenblumen                                  | Sternsinger                                                                      |
| 1984        | Orchideen                                               | Sankt Martin                                                                     |
| 1985        | Miniaturen                                              | Gemälde von Hans Baldung am Hochaltar des Freiburger Münsters                    |
| 1986        | Kostbare Gläser                                         | Flügel des Ortenberger Altars                                                    |
| 1987        | Gold- und Silberschmiedekunst I                         | Miniatur aus einem englischen Psalter                                            |
| 1988        | Gold- und Silberschmiedekunst II                        | Miniatur aus dem Evangeliar Heinrichs des Löwen                                  |
| 1989        | Postbeförderung I                                       | Details aus dem „Englischen Gruß“ von Veit Stoß in der Lorenzkirche in Nürnberg  |
| 1990        | Postbeförderung II                                      | Weihnachtliches Kunsthandwerk                                                    |
| 1991        | Historische Posthäuser                                  | Tafelbilder von Martin Schongauer                                                |
| 1992        | Kostbare alte Uhren                                     | Reliefdetails aus der Sankt-Annen-Kirche in Annaberg-Buchholz                    |
| 1993        | Deutsche Trachten I                                     | Reliefs aus der Klosterkirche Blaubeuren                                         |
| 1994        | Deutsche Trachten II                                    | Gemälde von Hans Memling aus dem Johannishospital in Brügge                      |

### Bundesrepublik Deutschland (Deutsche Post AG)
Die Abbildungen der Marken und nähere Angabe zu den einzelnen Ausgaben sind über den Link zum jeweiligen Ausgabejahr zugänglich.
| Ausgabejahr | Wohlfahrtsmarke                                       | Weihnachtsmarke                                                                                 |
| ----------- | ----------------------------------------------------- | ----------------------------------------------------------------------------------------------- |
| 1995        | Bauernhäuser I                                        | Details aus dem Marienfenster im Dom von Augsburg                                               |
| 1996        | Bauernhäuser II                                       | Miniaturen aus dem Perikopenbuch Heinrichs II.                                                  |
| 1997        | Wasser- und Windmühlen                                |                                                                                                 |
| 1998        | Bedrohte Vogelarten                                   |                                                                                                 |
| 1999        | Der Kosmos                                            |                                                                                                 |
| 2000        | Deutschsprachige Filmschauspieler                     | Gemälde von Conrad von Soest / Krippendarstellung als Transparentbild                           |
| 2001        | Internationale Filmschauspieler                       | Gemälde von Alfredo Roldán und Jusepe de Ribera (auch als Blockausgabe mit der spanischen Post) |
| 2002        | Oldtimer-Automobile I                                 | Gemälde von Rogier van der Weyden                                                               |
| 2003        | Oldtimer-Automobile II                                |                                                                                                 |
| 2004        | Klimazonen                                            | Gemälde von Peter Paul Rubens                                                                   |
| 2005        | Einheimische Schmetterlinge                           | Gemälde von Stefan Lochner                                                                      |
| 2006        | Lokomotiven                                           | Gemälde von Meister Francke                                                                     |
| 2007        | Haustiere                                             | Motive aus dem Lukas-Evangelium                                                                 |
| 2008        | Luftfahrzeuge                                         | Gemälde von Albrecht Dürer und Raffael                                                          |
| 2009        | Himmelserscheinungen                                  | Initialen aus dem Hoya-Missale                                                                  |
| 2010        | Obst                                                  | Details aus der Krippe in der Münchner Liebfrauenkirche                                         |
| 2011        | Motive von Loriot                                     | St. Martin, St. Nikolaus                                                                        |
| 2012        | Edelsteine                                            | Weihnachtliche Kapelle                                                                          |
| 2013        | Blühende Bäume                                        | Stern von Bethlehem                                                                             |
| 2014        | Märchen X (Hänsel und Gretel)                         | Stern von Bethlehem                                                                             |
| 2015        | Märchen XI (Dornröschen)                              | Stille Nacht                                                                                    |
| 2016        | Märchen XII (Rotkäppchen)                             | Die Hirten auf dem Feld                                                                         |
| 2017        | Märchen XIII (Die Bremer Stadtmusikanten)             | Vom Himmel hoch                                                                                 |
| 2018        | Märchen XIV (Der Froschkönig)                         | Kirchenfenster „Jungfrau Maria mit dem Jesuskind“ aus Pfarrkirche St. Stephan zu Mainz          |
| 2019        | Märchen XV (Das tapfere Schneiderlein)                | Kirchenfenster „Die Geburt Christi“ aus der Kathedrale Notre-Dame                               |
| 2020        | Märchen XVI (Der Wolf und die sieben jungen Geißlein) | Portalfenster der Pfarrkirche St. Katharina in Bad Soden am Taunus                              |
| 2021        | Märchen XVII (Frau Holle)                             | Die Botschaft des Engels „Fürchtet Euch nicht“                                                  |
| 2022        | Märchen XVIII (Rumpelstilzchen)                       | Die Botschaft des Engels: „Ich verkündige euch eine große Freude“                               |
| 2023        | Märchen XIX (Hans im Glück)                           | Die Botschaft des Engels: „Euch ist heute der Heiland geboren“                                  |
| 2024        | Helferinnen und Helfer der Menschheit                 |                                                                                                 |